# Нечуйвітер конічний
Нечуйвітер конічний (Hieracium conicum) — вид квіткових рослин з родини айстрових (Asteraceae).

## Біоморфологічна характеристика
Це багаторічна рослина 50—100 см. Квітконоси без залозок і волосків (або їх дуже мало). Стеблові листки довгасто-ланцетні або ланцетні; нижні — звужені в ніжку; решта — широко-ланцетні чи еліптичні, сидячі, з широкою неглибоко стеблоохопною основою, світло-зелені. Період цвітіння: червень.

## Поширення
Вид росте в Європі, Туреччині, Кавказі: Австрія, Словаччина, Франція, Італія, Північний Кавказ, Польща, Румунія, Іспанія, Вірменія, Грузія, Туреччина, Україна.
В Україні росте на схилах гір — у Закарпатті, Карпатах та Прикарпатті.